# Koitjärv
Koitjärv är en sjö i Estland. Den ligger i Anija kommun i landskapet Harjumaa, 50 km öster om huvudstaden Tallinn. Arean är 0,029 kvadratkilometer. Koitjärv ligger 68 meter över havet. 
Koitjärv ligger i ett träskområde som benämns Koitjärve raba. Flera sjöar är belägna i området, den största är Kivijärv. Koitjärv avvattnas av Koitjärve kraav, ett biflöde till Soodla jõgi som är en östlig hägerbiflod till Jägala jõgi. I omgivningarna runt Koitjärv växer i huvudsak blandskog.